# Lichtenbergstoren (Venlo)

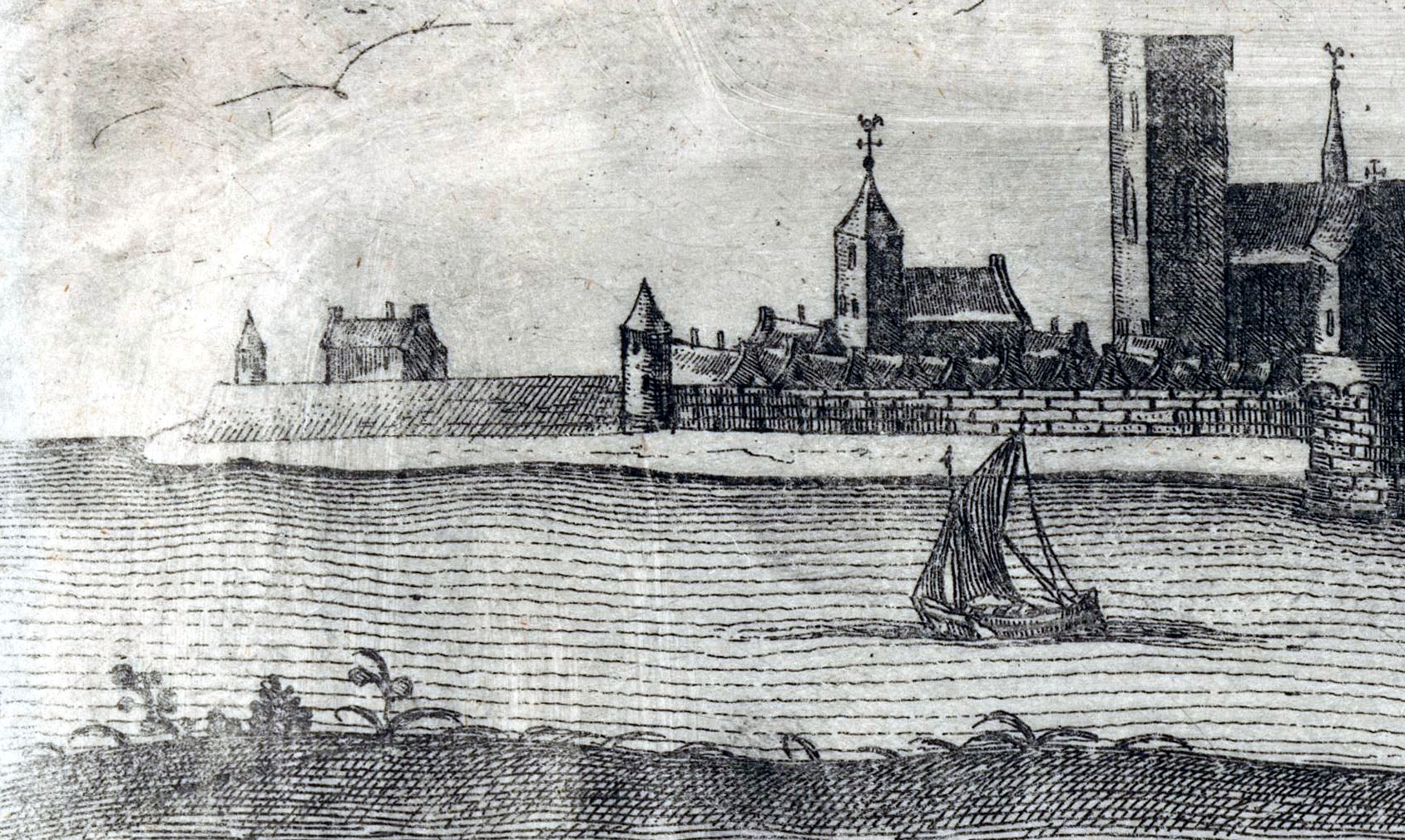
Een 17e-eeuwse afbeelding, met in het midden de Lichtenbergstoren

De Lichtenbergstoren was een van de vestingtorens rondom de Nederlandse vestingstad Venlo.
De oudste vermelding van de toren dateert uit 1439. In 1453 bleek dat er een nieuwe toren 'achter Lichtenbergh' was gebouwd.
In 1483 werd de Lichtenbergstoren afgebroken, meer deze zal hierna weer zijn herbouwd, omdat in 1516 aan de cappe van der Lychtenberg werd gewerkt: de toren kreeg een vergulde bol als bekroning.
In 1616 werd de toren aangeduid als Barwitstoren en 1817 als Barwitskestoren. In dat laatste jaar diende de toren als reserve-kruitmagazijn.